# Francisc Spielmann
Francisc Spielmann oder – ungarisch – Ferenc Sárvári (* 10. Juli 1916 in Nagyvárad, Österreich-Ungarn (heute Oradea, Rumänien); † 21. November 1974 ebenda) war ein rumänischer und ungarischer Fußballspieler. Er bestritt insgesamt 262 Spiele in der rumänischen Divizia A und der ungarischen Nemzeti Bajnokság.

## Karriere als Spieler
Francisc Spielmann begann mit dem Fußballspielen im Alter von zehn Jahren in seiner Heimatstadt Oradea bei Stăruința. Zu Beginn des Jahres 1935 wechselte er zum Lokalrivalen CAO Oradea, der seinerzeit in der höchsten rumänischen Fußballliga, der Divizia A, spielte. Am 10. März 1935 kam er dort im Lokalderby gegen Crișana zu seinem ersten Einsatz. Am Ende der Saison 1934/35 stand die Vizemeisterschaft.
Spielmann blieb bis zum Jahr 1939 bei CAO, obwohl der Verein schon im Jahr 1937 in die Divizia B abgestiegen war. Dann wechselte er zu UDR Reșița zurück in die Divizia A. Nachdem seine Heimatstadt durch den Zweiten Wiener Schiedsspruch an Ungarn gefallen war, kehrte er dorthin zurück und spielte wieder für seinen alten Verein, der nunmehr als Nagyváradi AC in der NB II. spielte. Nach dem Aufstieg 1941 entwickelte sich der Verein zu einem der besten Ungarns und Spielmann konnte in der Saison 1944 die ungarische Meisterschaft gewinnen. Außerdem wurde er im gleichen Jahr mit 23 Treffern in 30 Spielen Torschützenkönig.
Nach dem Ende des Zweiten Weltkrieges kam Oradea zurück zu Rumänien und Nagyváradi AC als Libertatea Oradea zurück in die Divizia A. Dort konnte Spielmann im Jahr 1949 auch die rumänische Meisterschaft gewinnen. Danach hatte seine Karriere ihren Höhepunkt überschritten und Spielmann kaum in der Saison 1950 immer seltener zum Einsatz, so dass er in die Divizia B zum Lokalrivalen Metalul Oradea wechselte und dort im Jahr 1953 seine Karriere beendete.

## Nationalmannschaft
Spielmann bestritt elf Spiele für die rumänische Fußballnationalmannschaft und erzielte dabei vier Tore. Seinen Einstand hatte er am 20. Oktober 1939 gegen Ungarn. Nach zwei Länderspielen nahm er infolge des Zweiten Wiener Schiedsspruchs die ungarische Staatsangehörigkeit an und absolvierte zwischen 1940 und 1943 sieben Spiele für die ungarische Fußballnationalmannschaft. Nach Kriegsende spielte er wieder für Rumänien.

## Karriere als Trainer
Nach dem Ende seiner aktiven Laufbahn betreute Spielmann von 1954 bis 1955 seinen ehemaligen Verein Metalul Oradea in der Divizia B.

## Erfolge
- Rumänischer Meister: 1949
- Rumänischer Vizemeister: 1935
- Ungarischer Meister: 1944
- Ungarischer Vizemeister: 1943
- Ungarischer Torschützenkönig: 1944